# Alessandro Mancini (polityk)
Alessandro Mancini (ur. 4 października 1975) – sanmaryński polityk, kapitan regent San Marino od 1 kwietnia 2007 do 1 października 2007. Urząd ten sprawował wraz z Alessandrem Rossim. Ponownie urząd kapitana-regenta objął 1 kwietnia 2020, razem z Grazią Zafferani.

## Kariera polityczna
Mancini w 1991 wstąpił do Partii Socjalistycznej San Marino (Partito Socialista Sammarinese). W 2005 po połączeniu się jego partii z Partią Demokratów, został członkiem nowej Partii Socjalistów i Demokratów (Partito dei Socialisti e dei Democratici).
4 czerwca 2006 został po raz pierwszy wybrany do Wielkiej Rady Generalnej (parlament). W jej strukturach jest członkiem Komisji Spraw Zewnętrznych i Porządku Publicznego oraz Komisji Finansów i Budżetu.
Mancini jest żonaty, ma córkę, mieszka w Falciano w północnym San Marino.